# کسکیدز شمالی
کَسکِیدز شمالی یا آبشارهای شمالی (انگلیسی: North Cascades) قسمتی از رشته‌کوه کسکیدز از غرب آمریکای شمالی می‌باشد. این رشته‌کوه در مرز استان بریتیش کلمبیا و ایالت واشینگتن واقع شده‌است و به‌طور رسمی در آمریکا و کانادا به عنوان «کوه‌های کَسکِیدز» نام‌گذاری شده‌است. قسمت کانادایی آن برای آمریکایی‌ها تحت عنوان «کسکیدز کانادایی» شناخته شده‌است.
این رشته‌کوه غالباً غیر آتشفشانی است اما شامل آتشفشان چینه‌ای کوه بیکر، Glacier Peak و Coquihalla Mountain که قسمتی از Cascade Volcanic Arc است می‌باشد.